# Nyctiplanctus
Nyctiplanctus es un género de insecto coleóptero de la familia Chrysomelidae.

## Especies
Este género está compuesto por las siguientes especies:
- Nyctiplanctus farris Blake, 1963
- Nyctiplanctus ferruginea (Blake, 1963)
- Nyctiplanctus hispaniolae (Blake, 1948)
- Nyctiplanctus insulana (Blake, 1946)
- Nyctiplanctus jamaicensis Blake, 1963
- Nyctiplanctus loricata (Suffrian, 1867)
- Nyctiplanctus vittata (Blake, 1959)